# Дип Ривер Сентер (Конектикат)
Дип Ривер Сентер (енгл. Deep River Center) насељено је место без административног статуса у америчкој савезној држави Конектикат.

## Демографија
По попису из 2010. године број становника је 2.484, што је 14 (0,6%) становника више него 2000. године.
| Група             | 2000.         | 2010.         |
| Белци             | 2.244 (90,9%) | 2.188 (88,1%) |
| Афроамериканци    | 92 (3,7%)     | 46 (1,9%)     |
| Азијати           | 15 (0,6%)     | 23 (0,9%)     |
| Хиспаноамериканци | 94 (3,8%)     | 190 (7,6%)    |
| Укупно            | 2.470         | 2.484         |